# Brian Bulgaç
Brian Bulgaç est un coureur cycliste néerlandais né le 4 avril 1988 à Amsterdam.

## Biographie
En 2015, il signe un contrat d'une saison avec l'équipe World Tour Lotto NL-Jumbo.

## Palmarès et classements mondiaux

### Palmarès sur route
- 2009
  - 3e du Tour de la province de Liège
- 2011
  - Classement général du Triptyque ardennais
  - Classement général du Tour de la province de Liège

### Résultats sur les grands tours

#### Tour d'Italie
2 participations
- 2012 : 102e
- 2013 : 135e

### Classements mondiaux
| Année           | 2011   | 2012 | 2013 | 2014 | 2015 |
| --------------- | ------ | ---- | ---- | ---- | ---- |
| UCI World Tour  |        |      |      |      | nc   |
| UCI Asia Tour   |        |      |      |      |      |
| UCI Europe Tour | 1 087e |      |      |      |      |

### Palmarès enduathlon
- 2008
  -  Médaillé de bronze du championnat d'Europe de duathlon des moins de 23 ans